# 裸茎金腰
裸茎金腰（学名：Chrysosplenium nudicaule）为虎耳草科金腰属下的一个种。

## 扩展阅读
- 維基物種上的相關：裸茎金腰